# Lorenz Krach

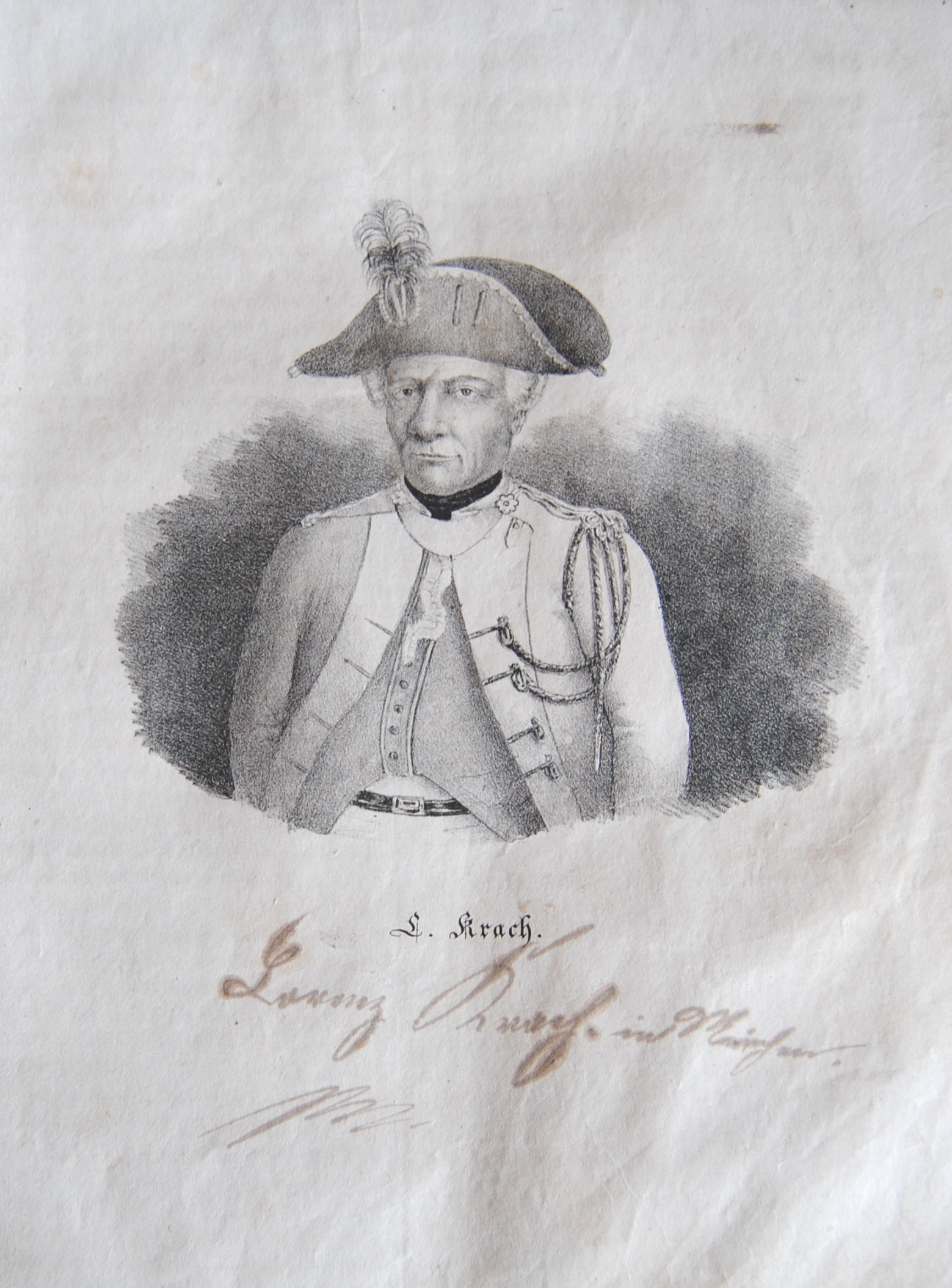
Portrait des Lorenz Krach von J. B. Dilger

Lorenz Krach (* 1724(?); † 25. Oktober 1805) war zur Zeit der napoleonischen Kriege Burgkommandant der Willibaldsburg in Eichstätt.

## Leben
Das Geburtsdatum von Lorenz Krach ist nicht mehr rekonstruierbar. Es gibt eine Akte die vermuten lässt, dass er 1724 in „Högelsmühle, Amt Beilngries“ geboren wurde. Ein Kirchenbuch aus Plankstetten belegt am 21. Juli 1725 die Geburt eines Laurentius Karg in Eglasmühle.
Belegt ist des Weiteren, dass der Bauernsohn 1756 in das Heer des Fürstbischofs von Eichstätt eintritt und 1780 als „Schloss-Guarde-Leutnant“ bezeichnet wird. Er hat vermutlich ab 1782, seiner Beförderung zum Leutnant, das Kommando auf der Willibaldsburg geführt.
Als am 12. September 1796 das französische Heer mit 12000 Soldaten die Stadt besetzte, griff Krach zu einer List. Sein Korporal Schierling bekam den Befehl, die Tore zu schließen und die Schießscharten der Burg mit Ofenrohren zu bestücken. Das Dutzend Soldaten (es wird eine Anzahl von 20 vermutet) auf der Willibaldsburg trugen Zylinder um eine größere Anzahl vorzutäuschen und beschränkten sich bei der Verteidigung der Burg auf das Produzieren von Lärm.
So gewannen die Franzosen den Eindruck, ein starkes Heer befinde sich auf der Burg. Lorenz Krach erreichte so einen ehrenvollen Abzug und hatte zusätzlich den Franzosen ein Schnippchen geschlagen, das nicht nur wegen seines Witzes, sondern auch wegen der ohne Blutvergießen angewandten Mittel, in die bayerische Militärgeschichte einging.
Ab 1802 ist verbürgt, dass Lorenz Krach als Wirt auf der Willibaldsburg seinen Lebensabend verbrachte.

## Sonstiges
Heute noch gilt der Schlossleutnant Lorenz Krach als berühmte Persönlichkeit in Eichstätt. Der Eichstätter Kurier veröffentlicht jeden Freitag eine Glosse, die als Pseudonym von dem berühmten „Feldherren“ unterzeichnet ist.
Zudem gab es im Jahr 2006 einige Aufführungen der Geschichte, aufgeführt vom Schlossleutnant Krach Spiele e. V.
2007 hat sich der Historische Verein Eichstätt die Marke „Schlossleutnant Lorenz Krach“ als Patent Nr. 307.18.421 der Bundesrepublik Deutschland eintragen lassen.